# Women’s Premier Ice Hockey League 2010/11
Die Saison 2010/11 war die 29. Austragung der höchsten englischen Fraueneishockeyliga, der Women’s Premier Ice Hockey League. Die Ligadurchführung erfolgt durch die English Ice Hockey Association, den englischen Verband unter dem Dach des britischen Eishockeyverbandes Ice Hockey UK. Der Sieger erhielt die Bill Britton Memorial Trophy.

## Modus
Zunächst spielten alle Mannschaften eine einfache Runde mit Hin- und Rückspiel. Die vier Besten erreichten das Halbfinale. Der Letzte musste in die Relegation gegen den Besten der 1. Division. In der Finalrunde wurde jeweils nur ein Spiel zwischen den Kontrahenten ausgetragen.

## Hauptrunde
| Platz | Mannschaft                   | Spiele | S  | U | N  | Punkte  | Tore |
| ----- | ---------------------------- | ------ | -- | - | -- | ------- | ---- |
| 1.    | Sheffield Shadows            | 18     | 17 | 0 | 1  | 185:021 | 34   |
| 2.    | Bracknell Queen Bees         | 18     | 16 | 1 | 1  | 116:018 | 33   |
| 3.    | Guildford Lightning          | 18     | 12 | 1 | 5  | 079:035 | 25   |
| 4.    | Slough Phantoms (M)          | 17     | 12 | 0 | 5  | 144:044 | 24   |
| 5.    | Kingston Diamonds            | 18     | 10 | 1 | 7  | 083:046 | 21   |
| 6.    | Swindon Topcats              | 18     | 6  | 0 | 12 | 047:104 | 12   |
| 7.    | Solihull Vixens              | 18     | 5  | 1 | 12 | 064:074 | 11   |
| 8.    | Streatham Storm              | 18     | 5  | 0 | 13 | 048:081 | 10   |
| 9.    | Newcastle Northern Stars     | 18     | 4  | 0 | 13 | 020:082 | 6 1  |
| 10.   | Basingstoke Bison Ladies (N) | 18     | 0  | 0 | 18 | 017:298 | 0    |

## Finalrunde

### Halbfinale
| 28. Mai 2011 15:45 Uhr | Sheffield Shadows | 4:3 n.V (0:1, 1:1, 2:1, 1:0) Spielbericht | Slough Phantoms | Sheffield |

| 28. Mai 2011 18:00 Uhr | Bracknell Queen Bees | 5:1 (0:0, 4:0, 1:1) Spielbericht | Guildford Lightning | Sheffield |

### Spiel um den 3. Platz
| 29. Mai 2011 12:20 Uhr | Slough Phantoms | 1:3 (0:2, 1:1, 0:0) Spielbericht | Guildford Lightning | Sheffield |

### Finale
| 29. Mai 2011 18:05 Uhr | Sheffield Shadows | 1:2 n. V. (0:0, 0:0, 1:1, 0:1) Spielbericht | Bracknell Queen Bees | Sheffield |

## Relegation
Im Kampf um einen Platz in der höchsten Liga konnte sich der Gewinner der Division 1 gegen den Letztplatzierten der Premier League durchsetzen und erreichte den Aufstieg.
|  | Milton Keynes Falcons | -:- (-:-, -:-, -:-) | Basingstoke Bison Ladies |  |

## Division 1
Die Women’s National Ice Hockey League ist nach der Premier League die zweite Stufe der englischen Fraueneishockeyliga. In ihr ist die Division 1 die höchste Klasse. Sie ist in eine Nord- und eine Südgruppe gegliedert.
| North                                                       | North                  | North  | North | North  | North    | North   | North  |
| ----------------------------------------------------------- | ---------------------- | ------ | ----- | ------ | -------- | ------- | ------ |
| Platz                                                       | Mannschaft             | Spiele | Siege | Unent. | Niederl. | Tore    | Punkte |
| 1.                                                          | Sheffield Shadows B    | 14     | 13    | 0      | 1        | 130:039 | 26     |
| 2.                                                          | Whitley Bay Squaws     | 14     | 11    | 0      | 3        | 119:031 | 22     |
| 3.                                                          | Nottingham Vipers      | 14     | 8     | 1      | 5        | 067:066 | 17     |
| 4.                                                          | Kingston Diamonds B    | 14     | 8     | 1      | 5        | 049:055 | 15 2   |
| 5.                                                          | Telford Wrekin Raiders | 14     | 6     | 1      | 7        | 071:086 | 11 2   |
| 6.                                                          | Coventry Phoenix       | 14     | 5     | 0      | 9        | 046:054 | 10     |
| 7.                                                          | Blackburn Thunder      | 14     | 3     | 1      | 10       | 035:082 | 7      |
| 8.                                                          | Peterborough Penguins  | 14     | 0     | 0      | 14       | 038:142 | 0      |
| 2 Telford und Kingston wurden je zwei Strafpunkte abgezogen |                        |        |       |        |          |         |        |

| South | South                      | South  | South | South  | South    | South   | South  |
| --- | -------------------------- | ------ | ----- | ------ | -------- | ------- | ------ |
| Platz | Mannschaft                 | Spiele | Siege | Unent. | Niederl. | Tore    | Punkte |
| 1. | Milton Keynes Falcons      | 18     | 17    | 0      | 1        | 187:014 | 34     |
| 2. | Chelmsford Cobras          | 18     | 15    | 0      | 3        | 125:022 | 30     |
| 3. | Cardiff Comets             | 18     | 15    | 0      | 3        | 116:030 | 30     |
| 4. | Solent and Gosport Amazons | 18     | 9     | 1      | 8        | 093:084 | 19     |
| 5. | Bracknell Firebees         | 18     | 9     | 0      | 9        | 069:57  | 16 3   |
| 6. | Invicta Dynamics           | 18     | 7     | 1      | 10       | 044:083 | 15     |
| 7. | Streatham Storm B          | 18     | 6     | 1      | 11       | 055:086 | 13 5   |
| 8. | Oxford City Midnight Stars | 18     | 6     | 0      | 12       | 038:104 | 10 3   |
| 9. | Basingstoke Bears          | 18     | 1     | 1      | 16       | 023:170 | 3 5    |
| 10. | Swindon Topcats B          | 18     | 3     | 0      | 15       | 024:124 | 2 4    |
| 3 Bracknell Firebees und Oxford City Midnight Stars wurden zwei Strafpunkte wegen Nichtantritts abgezogen 4 Swindon Topcats B wurden vier Strafpunkte wegen zweimaligen Nichtantritts abgezogen 5 Ein Spiel der Basingstoke Bears gegen Streatham B wurde für Basingstoke gewertet, da Streatham keine Erlaubnis beantragt hatte, mit weniger Spielerinnen anzutreten. |                            |        |       |        |          |         |        |

Final Four
In einem Finalturnier wurde zwischen den jeweils beiden Besten der beiden Gruppen um den Sieg in der Division 1 und um das Recht des Relegationsspiels gegen den Letzten der WPIHL gespielt.
| 28. Mai 2011 12:15 Uhr | Milton Keynes Falcons | 8:2 (4:1, 3:0, 1:1) Spielbericht | Whitley Bay Squaws | Sheffield |

| 28. Mai 2011 14:00 Uhr | Sheffield Shadows B | 3:4 (2:0, 0:3, 1:1) Spielbericht | Chelmsford Cobras | Sheffield |

| 29. Mai 2011 10:35 Uhr | Whitley Bay Squaws | 4:5 (1:0, 1:1, 2:4) | Sheffield Shadows B | Sheffield |

| 29. Mai 2011 15:50 Uhr | Milton Keynes Falcons | 5:0 (1:0, 3:0, 1:0) Spielbericht | Chelmsford Cobras | Sheffield |